# Morti il 18 marzo
| Questa pagina contiene informazioni ricavate automaticamente dalle voci biografiche con l'ausilio del template Bio e di un bot. L'aggiornamento è periodico e automatico e ricostruisce completamente la pagina. Se manca una persona in questa lista, sei pregato di non aggiungerla, ma accertati piuttosto che la sua voce biografica contenga il template Bio e che i dati anagrafici siano correttamente compilati. Se il template Bio manca, inseriscilo tu stesso o, in alternativa, metti l'avviso {{tmp\|Bio}} che ne segnala la mancanza. Se i dati riportati sono sbagliati, correggi direttamente la voce biografica; le modifiche saranno visibili in questa lista entro pochi giorni. Per chiarimenti vedi il progetto biografie. La lista contiene solo le 494 persone che sono citate nell'enciclopedia e per le quali è stato implementato correttamente il template Bio. Pagina aggiornata al 1 ago 2025. |

## IV secolo(1)
- 386 - Cirillo di Gerusalemme, vescovo e teologo greco antico

## VI secolo(1)
- 588 - Frediano di Lucca, vescovo irlandese

## X secolo(2)
- 953 - Al-Mansur bi-llah, imam arabo (n. 913)
- 978 - Edoardo il Martire, re (n. 962)

## XI secolo(1)
- 1086 - Anselmo di Lucca, cardinale e vescovo italiano

## XII secolo(2)
- 1160 - Ibn al-Qalanisi, politico e storico siriano
- 1187 - Boghislao I di Pomerania, nobile

## XIII secolo(4)
- 1227 - Papa Onorio III, papa, vescovo cattolico e cardinale italiano
- 1248 - Bernardo de' Rossi, generale e politico italiano
- 1272 - John FitzAlan, VII conte di Arundel, nobile inglese (n. 1246)
- 1275 - Teodorico V di Kleve, conte

## XIV secolo(2)
- 1308 - Jurij I di Galizia, nobile ucraino (n. 1252)
- 1314 - Geoffrey de Charnay, cavaliere medievale normanno

## XV secolo(2)
- 1435 - Amerigo Corsini, arcivescovo cattolico italiano
- 1477 - Premislavo II di Teschen, duca

## XVI secolo(13)
- 1508 - Alberto IV di Baviera, sovrano (n. 1447)
- 1508 - Antonio Trivulzio, cardinale e vescovo cattolico italiano (n. 1457)
- 1553 - Václav Hájek z Libočan, scrittore boemo
- 1563 - Jean de Poltrot de Mére, nobile (n. 1537)
- 1567 - Francesco Robortello, umanista italiano (n. 1516)
- 1567 - Salvatore da Horta, francescano e santo spagnolo (n. 1520)
- 1574 - Lattanzio Gambara, pittore italiano
- 1575 - Marcantonio Bobba, cardinale e vescovo cattolico italiano
- 1576 - Carlo I di Hohenzollern, nobile (n. 1516)
- 1582 - Juan de Jáuregui, criminale spagnolo (n. 1562)
- 1583 - Magnus di Livonia, principe danese (n. 1540)
- 1591 - Giovanni Antonio Serbelloni, cardinale e vescovo cattolico italiano (n. 1519)
- 1595 - Jean de Sponde, poeta francese (n. 1557)

## XVII secolo(9)
- 1601 - Christopher Blount, militare inglese
- 1617 - Marcello Acquaviva, arcivescovo cattolico italiano (n. 1531)
- 1618 - Caterina di Lorena, nobildonna francese (n. 1585)
- 1619 - Chō Tsuratatsu, militare giapponese (n. 1546)
- 1651 - Gerard Seghers, pittore fiammingo (n. 1591)
- 1670 - Carlo Strozzi, storico e politico italiano (n. 1587)
- 1677 - Marie Luise von Degenfeld, nobile tedesca (n. 1634)
- 1682 - Arcangelo Tipaldi, vescovo cattolico italiano (n. 1618)
- 1687 - Dorotea Elisabetta Christiansdatter, contessa danese (n. 1629)

## XVIII secolo(24)
- 1703 - Maria De Dominici, pittrice, scultrice e monaca cristiana maltese (n. 1645)
- 1708 - Luigi Ruzzini, vescovo cattolico italiano (n. 1658)
- 1715 - Gregorio Caloprese, filosofo, medico e matematico italiano (n. 1654)
- 1717 - Basil Feilding, IV conte di Denbigh, nobile e politico inglese (n. 1668)
- 1729 - Michael Bernhard Valentini, medico tedesco (n. 1657)
- 1737 - Ferdinand von Plettenberg, nobile tedesco (n. 1690)
- 1737 - Curzio Origo, cardinale italiano (n. 1661)
- 1739 - Friedrich Wilhelm von Grumbkow, politico e militare prussiano (n. 1678)
- 1742 - Domenico Taglialatela, vescovo cattolico italiano (n. 1666)
- 1745 - Robert Walpole, politico e nobile britannico (n. 1676)
- 1746 - Anna Leopol'dovna Romanova, sovrana russa (n. 1718)
- 1751 - William Coventry, V conte di Coventry, politico inglese (n. 1667)
- 1755 - Luigi Pio di Savoia, diplomatico italiano (n. 1674)
- 1758 - Matthew Hutton, arcivescovo anglicano inglese (n. 1693)
- 1762 - Paolo II Antonio Esterházy, nobile, militare e diplomatico (n. 1711)
- 1768 - Laurence Sterne, scrittore e religioso irlandese (n. 1713)
- 1779 - Ange Laurent de Lalive de Jully, banchiere, mecenate e disegnatore francese (n. 1725)
- 1781 - Anne Robert Jacques Turgot, economista e filosofo francese (n. 1727)
- 1786 - Gustaf Lundberg, pittore svedese (n. 1695)
- 1788 - Lorenzo Bernardino Pinto, architetto italiano (n. 1704)
- 1796 - Carlo Guasco di Castelletto, nobile, storico e scrittore italiano (n. 1724)
- 1797 - Friedrich Wilhelm Gotter, poeta e drammaturgo tedesco (n. 1746)
- 1799 - Adam Friedrich Oeser, pittore e scultore austriaco (n. 1717)
- 1800 - Marcantonio IV Borghese, nobile e politico italiano (n. 1730)

## XIX secolo(72)
- 1801 - Ferdinando Corradini, giurista e economista italiano (n. 1731)
- 1802 - Giovanni Lercari, arcivescovo cattolico italiano (n. 1722)
- 1804 - Louis Jean Desprez, pittore e architetto francese (n. 1743)
- 1805 - Étienne Eustache Bruix, ammiraglio francese (n. 1759)
- 1807 - Pietro Manzoni, nobile italiano (n. 1736)
- 1809 - Sebastian Dallinger, liutaio austriaco
- 1810 - Ernst Ferdinand Klein, giurista tedesco (n. 1744)
- 1813 - Maria Caterina Brignole Sale, principessa (n. 1737)
- 1814 - Giovanni Negro, politico italiano (n. 1758)
- 1814 - Margaret Poyntz, filantropa inglese (n. 1737)
- 1815 - Francesco Maria Colle, storico italiano (n. 1744)
- 1816 - Liborio Coccetti, pittore italiano (n. 1739)
- 1817 - Charles Combe, medico e numismatico britannico (n. 1743)
- 1820 - Isidoro Máiquez, attore teatrale spagnolo (n. 1768)
- 1823 - Jean-Baptiste Bréval, compositore e violoncellista francese (n. 1753)
- 1825 - Ferdinand Hermann Maria von Lüninck, vescovo cattolico tedesco (n. 1755)
- 1829 - Alexandre de Lameth, politico e generale francese (n. 1760)
- 1834 - Mihály Viczay, numismatico e archeologo ungherese (n. 1757)
- 1836 - Carlo Fea, archeologo e collezionista d'arte italiano (n. 1753)
- 1837 - Dominique-Georges-Frédéric Dufour de Pradt, arcivescovo cattolico e ambasciatore francese (n. 1759)
- 1839 - Pietro Manni, medico italiano (n. 1778)
- 1840 - Gaetano Corticelli, pedagogo, pianista e compositore italiano (n. 1804)
- 1843 - Jacques Charles Bailleul, magistrato e politico francese (n. 1762)
- 1843 - William Montagu, V duca di Manchester, nobile, ufficiale e politico inglese (n. 1771)
- 1844 - Martin Disteli, pittore e vignettista svizzero (n. 1802)
- 1844 - Paul Storr, orafo britannico (n. 1770)
- 1844 - Johann Peter Theodor von Wacquant-Geozelles, generale, diplomatico e nobile austriaco (n. 1754)
- 1845 - Johnny Appleseed, ambientalista statunitense (n. 1774)
- 1848 - John Crichton-Stuart, II marchese di Bute, nobile britannico (n. 1793)
- 1851 - Conrad Graf, inventore austriaco (n. 1782)
- 1852 - Friedrich Wilhelm Carové, filosofo tedesco (n. 1789)
- 1856 - Henry Pottinger, militare, politico e nobile britannico (n. 1789)
- 1856 - Giorgio Serventi, militare e politico italiano (n. 1777)
- 1857 - Maria Luisa Carlotta di Borbone-Parma, principessa italiana (n. 1802)
- 1857 - Pier Alessandro Paravia, letterato, traduttore e mecenate italiano (n. 1797)
- 1862 - Charles Bird King, artista statunitense (n. 1785)
- 1863 - Pietro Luigi Albini, giurista e politico italiano (n. 1807)
- 1865 - Friedrich August Stüler, architetto tedesco (n. 1800)
- 1869 - Giuseppe Alinovi, compositore italiano (n. 1790)
- 1869 - Wilhelm von Lebzeltern, generale e politico austriaco (n. 1787)
- 1870 - Karl Heinrich Rau, economista tedesco (n. 1792)
- 1871 - Augustus De Morgan, matematico e logico britannico (n. 1806)
- 1871 - Claude Lecomte, generale francese (n. 1817)
- 1871 - Karl Gustav Mitscherlich, farmacologo tedesco (n. 1805)
- 1871 - Clément Thomas, generale francese (n. 1809)
- 1874 - Ossian Bingley Hart, politico e avvocato statunitense (n. 1821)
- 1875 - Joseph Franz Karl von Lobkowicz, nobile, generale e politico austriaco (n. 1803)
- 1875 - Gustave Maroteau, giornalista francese (n. 1849)
- 1875 - Carlo Marsili, politico italiano (n. 1805)
- 1876 - Ferdinand Freiligrath, poeta tedesco (n. 1810)
- 1877 - Edward Belcher, ammiraglio e esploratore britannico (n. 1799)
- 1877 - Francesco Ponte, imprenditore italiano (n. 1785)
- 1882 - Morgan Earp, pistolero statunitense (n. 1851)
- 1882 - Santo Garovaglio, botanico e politico italiano (n. 1805)
- 1883 - Marta Le Bouteiller, religiosa francese (n. 1816)
- 1883 - Luigi Pellegrino, politico e giurista italiano (n. 1820)
- 1884 - Giambattista Pertile, giurista e teologo italiano (n. 1811)
- 1884 - Tehauroa, re (n. 1830)
- 1887 - Fredrik Ferdinand Carlson, storico svedese (n. 1811)
- 1888 - Ruggero Blundo, vescovo cattolico italiano (n. 1801)
- 1890 - Johann Georg Halske, imprenditore tedesco (n. 1814)
- 1890 - Izabela Maria Lubomirska, nobildonna polacca (n. 1808)
- 1893 - Gerard Adriaan Heineken, imprenditore olandese (n. 1841)
- 1895 - Charlotte Anne Thynne, nobildonna inglese (n. 1811)
- 1896 - Otto Roquette, scrittore e filologo tedesco (n. 1824)
- 1897 - Teodoro Pertusati, insegnante e politico italiano (n. 1836)
- 1898 - Matilda Joslyn Gage, scrittrice, attivista e saggista statunitense (n. 1826)
- 1898 - Ferdinando Ramognini, militare, funzionario e politico italiano (n. 1829)
- 1899 - Izabella Elżbieta Czartoryska, nobildonna e pittrice polacca (n. 1832)
- 1899 - Othniel Charles Marsh, paleontologo statunitense (n. 1831)
- 1899 - Svetolik Ranković, scrittore serbo (n. 1863)
- 1900 - George Burritt Sennett, ornitologo statunitense (n. 1840)

## XX secolo(220)
- 1904 - Regine Olsen, danese (n. 1822)
- 1905 - Lodovico Ceriana Mayneri, diplomatico, agricoltore e politico italiano (n. 1857)
- 1906 - Maria Beatrice d'Austria-Este, nobile (n. 1824)
- 1906 - Constantino di Oldenburg, duca (n. 1850)
- 1907 - Marcellin Berthelot, chimico, storico e politico francese (n. 1827)
- 1908 - Giovanni Battista Giorgini, giurista e politico italiano (n. 1818)
- 1910 - Giovanni Battista Lamperti, musicista italiano (n. 1839)
- 1910 - Julio Herrera y Reissig, poeta, drammaturgo e saggista uruguaiano (n. 1875)
- 1910 - Adolf Tobler, linguista e filologo svizzero (n. 1835)
- 1912 - August Thon, giurista tedesco (n. 1839)
- 1913 - Giorgio I di Grecia, re (n. 1845)
- 1914 - Adolph Francis Alphonse Bandelier, archeologo statunitense (n. 1840)
- 1914 - Giuseppe Buonamici, compositore, pianista e musicologo italiano (n. 1846)
- 1914 - Giuseppe Mercalli, geologo, sismologo e vulcanologo italiano (n. 1850)
- 1915 - Francesco Paolo Carrano, arcivescovo cattolico italiano (n. 1841)
- 1916 - Karl Gölsdorf, ingegnere austriaco (n. 1861)
- 1916 - Ettore Pizzorni, ufficiale italiano (n. 1865)
- 1917 - Károly Ferenczy, pittore ungherese (n. 1862)
- 1918 - Édouard Caspari, astronomo e ingegnere navale francese (n. 1840)
- 1918 - Michele Chiesa, imprenditore, banchiere e politico italiano (n. 1831)
- 1918 - Joseph Deniker, naturalista e antropologo francese (n. 1852)
- 1918 - Tadeusz Korzon, storico polacco (n. 1839)
- 1918 - Eudoxe-Irénée-Edouard Mignot, arcivescovo cattolico francese (n. 1842)
- 1919 - Joseph Leydet, magistrato francese (n. 1855)
- 1919 - Orazio Pierozzi, ufficiale e aviatore italiano (n. 1884)
- 1920 - Félix Garrigou, idrologo e medico francese (n. 1835)
- 1920 - Filippo Giustini, cardinale italiano (n. 1852)
- 1920 - Hermann Oldenberg, orientalista e storico delle religioni tedesco (n. 1854)
- 1921 - Paul Faure, calciatore francese (n. 1893)
- 1922 - Porzia Montanaro, brigante italiana (n. 1843)
- 1922 - Johannes Von Euch, vescovo cattolico tedesco (n. 1834)
- 1924 - Mario de Maria, pittore e architetto italiano (n. 1852)
- 1925 - Victor Deguise, generale belga (n. 1855)
- 1925 - Maria Anna Donati, religiosa italiana (n. 1848)
- 1925 - Edward Stanley, IV barone di Alderley, nobile e politico inglese (n. 1839)
- 1927 - Philip Wicksteed, economista, storico e critico letterario inglese (n. 1844)
- 1928 - Domenico Bortolan, letterato e storico italiano (n. 1850)
- 1928 - Paul van Ostaijen, scrittore e poeta belga (n. 1896)
- 1929 - Bernardo Benussi, storico italiano (n. 1846)
- 1929 - Hamza Hakimzade Niyazi, poeta uzbeko (n. 1889)
- 1932 - Harry Powers, serial killer olandese (n. 1893)
- 1932 - Friedrich Schur, matematico tedesco (n. 1856)
- 1933 - Domenico Trentacoste, scultore italiano (n. 1859)
- 1933 - Luigi Amedeo di Savoia-Aosta, nobile, ammiraglio e esploratore italiano (n. 1873)
- 1934 - Giorgio Bompiani, generale, dirigente sportivo e scrittore italiano (n. 1854)
- 1934 - Herman Klein, critico musicale, musicista e insegnante inglese (n. 1856)
- 1936 - Giulio Silvestri, politico italiano (n. 1858)
- 1936 - Eleutherios Venizelos, politico greco (n. 1864)
- 1937 - Mel Bonis, compositrice francese (n. 1858)
- 1937 - Felix Graf von Bothmer, generale tedesco (n. 1852)
- 1937 - Aristide Frezza, militare italiano (n. 1888)
- 1937 - Gennaro Giuffrè, militare italiano (n. 1913)
- 1937 - Bijou Heron, attrice teatrale statunitense (n. 1863)
- 1937 - Alexander Oppler, scultore e medaglista tedesco (n. 1869)
- 1937 - Charles Haslewood Shannon, pittore e incisore inglese (n. 1863)
- 1937 - Luigi Tempini, militare italiano (n. 1911)
- 1937 - Auguste Tousset, calciatore francese (n. 1889)
- 1938 - Antonio Cesaris-Demel, medico italiano (n. 1866)
- 1938 - Cyril Rootham, compositore, direttore d'orchestra e organista inglese (n. 1875)
- 1939 - Henry Lunn, religioso e filantropo inglese (n. 1859)
- 1940 - Gusztáv Károly Majláth, arcivescovo cattolico ungherese (n. 1864)
- 1940 - Roderic O'Conor, pittore e incisore irlandese (n. 1860)
- 1941 - Bruno Brusco, militare italiano (n. 1910)
- 1941 - Henri Cornet, ciclista su strada francese (n. 1884)
- 1941 - Arvo Lindén, lottatore finlandese (n. 1887)
- 1941 - Alexander Pfänder, filosofo tedesco (n. 1870)
- 1941 - Antonio Zannetti, aviatore e militare italiano (n. 1912)
- 1942 - Natal'ja Dan'ko, scultrice russa (n. 1892)
- 1942 - Albert Egbert, attore e sceneggiatore britannico
- 1943 - Leone Casagranda, militare e presbitero italiano (n. 1912)
- 1944 - Mario Calderara, inventore e aviatore italiano (n. 1879)
- 1944 - Franz Melchers, pittore, incisore e disegnatore olandese (n. 1868)
- 1944 - Angelo Zaccaria, militare e aviatore italiano (n. 1917)
- 1945 - Giuseppe Alessi, scacchista italiano (n. 1867)
- 1945 - William Grover-Williams, pilota motociclistico, pilota automobilistico e agente segreto britannico (n. 1903)
- 1945 - Georg Koßmala, generale tedesco (n. 1896)
- 1946 - Lionel Dunsterville, militare britannico (n. 1865)
- 1946 - Sidney Dean Townley, astronomo e geodeta statunitense (n. 1867)
- 1947 - Edgar Chahine, pittore, illustratore e incisore francese (n. 1874)
- 1947 - Jules Comby, pediatra francese (n. 1853)
- 1947 - William C. Durant, imprenditore statunitense (n. 1861)
- 1947 - Willem Pijper, compositore olandese (n. 1894)
- 1947 - Ibō Takahashi, ammiraglio giapponese (n. 1888)
- 1949 - Walther Lucht, generale tedesco (n. 1882)
- 1949 - Gyula Strausz, discobolo, giavellottista e lunghista ungherese (n. 1880)
- 1952 - Liborio Salomi, geologo, paleontologo e naturalista italiano (n. 1882)
- 1953 - Achille Gaggia, imprenditore e politico italiano (n. 1875)
- 1954 - Emilio Bestetti, editore e pittore italiano (n. 1879)
- 1955 - Warder Clyde Allee, zoologo e ecologo statunitense (n. 1885)
- 1955 - Carlo Stagno Villadicani d'Alcontres, politico e dirigente sportivo italiano (n. 1912)
- 1956 - Louis Bromfield, scrittore, commediografo e giornalista statunitense (n. 1896)
- 1956 - Benjamin Glazer, sceneggiatore e produttore cinematografico statunitense (n. 1887)
- 1956 - Paul Masson-Oursel, orientalista e psicologo francese (n. 1882)
- 1956 - Gejza Vámoš, scrittore slovacco (n. 1901)
- 1957 - Luigi Teresio Cavallo, politico italiano (n. 1883)
- 1957 - Giovanni Modugno, pedagogista italiano (n. 1880)
- 1957 - Paolo Vinassa de Regny, geologo e paleontologo italiano (n. 1871)
- 1958 - Sigve Lie, velista norvegese (n. 1906)
- 1959 - Lillian Hall, attrice statunitense (n. 1896)
- 1960 - Peg Hillias, attrice statunitense (n. 1914)
- 1960 - Bretaigne Windust, regista e attore francese (n. 1906)
- 1961 - Mizzi Günther, soprano austriaco (n. 1879)
- 1962 - Johannes Guter, regista e sceneggiatore lettone (n. 1882)
- 1962 - Ľudo Ondrejov, scrittore e poeta slovacco (n. 1901)
- 1963 - Hubert Gough, generale britannico (n. 1870)
- 1963 - Wanda Hawley, attrice statunitense (n. 1895)
- 1964 - Sigfrid Edström, dirigente sportivo svedese (n. 1870)
- 1964 - Norbert Wiener, matematico e statistico statunitense (n. 1894)
- 1965 - Fārūq I d'Egitto, sovrano e socialite egiziano (n. 1920)
- 1966 - Vincenzo Ferniani, ingegnere italiano (n. 1871)
- 1966 - Robert F. Hill, regista cinematografico, sceneggiatore e attore canadese (n. 1886)
- 1967 - Julio Baghy, esperantista e scrittore ungherese (n. 1891)
- 1967 - Erick-Oskar Hansen, generale tedesco (n. 1889)
- 1967 - Otakar Německý, combinatista nordico, fondista e sciatore di pattuglia militare cecoslovacco (n. 1902)
- 1968 - Maurizio Lama, pianista e compositore italiano (n. 1937)
- 1968 - Marcel Pinel, calciatore francese (n. 1908)
- 1969 - Barbara Bates, attrice statunitense (n. 1925)
- 1969 - Elisio Gabardo, calciatore brasiliano (n. 1911)
- 1969 - Pier Luigi Passoni, partigiano e politico italiano (n. 1894)
- 1969 - Guido Pusinich, scrittore e poeta italiano (n. 1885)
- 1970 - William Beaudine, regista, attore e produttore cinematografico statunitense (n. 1892)
- 1970 - Louis Béchereau, ingegnere francese (n. 1880)
- 1970 - Toni Gobbi, alpinista, scialpinista e imprenditore italiano (n. 1914)
- 1970 - Boris Petrovič Uvarov, entomologo russo (n. 1886)
- 1971 - Karl Klingler, violinista, compositore e insegnante tedesco (n. 1879)
- 1972 - Nicolò Carandini, politico e imprenditore italiano (n. 1895)
- 1972 - Louis Denfeld, ammiraglio statunitense (n. 1891)
- 1973 - Johannes Aavik, filologo e linguista estone (n. 1880)
- 1973 - Malcolm C. Bert, scenografo statunitense (n. 1902)
- 1973 - Roland Dorgelès, scrittore e giornalista francese (n. 1885)
- 1973 - Lauritz Melchior, tenore danese (n. 1890)
- 1974 - Romeo Bernotti, ammiraglio e politico italiano (n. 1877)
- 1974 - Hans Döllgast, architetto tedesco (n. 1891)
- 1974 - Hertta Kuusinen, politica finlandese (n. 1904)
- 1974 - William A. Lyon, montatore statunitense (n. 1903)
- 1974 - Enrico Rivolta, calciatore italiano (n. 1905)
- 1974 - Bill Roberts, animatore e regista statunitense (n. 1899)
- 1975 - Germano Benencase, compositore, musicista e direttore d'orchestra brasiliano (n. 1897)
- 1975 - Adrienne Bolland, aviatrice francese (n. 1895)
- 1975 - Giuseppe Fioravanzo, ammiraglio italiano (n. 1891)
- 1975 - Babe McCarthy, allenatore di pallacanestro statunitense (n. 1923)
- 1976 - Giuseppe Genco Russo, mafioso e politico italiano (n. 1893)
- 1977 - Aldo Bertini, filosofo e critico d'arte italiano (n. 1906)
- 1977 - Billy Kingdon, allenatore di calcio e calciatore inglese (n. 1907)
- 1977 - Marien Ngouabi, politico e militare della Repubblica del Congo (n. 1938)
- 1977 - José Carlos Pace, pilota automobilistico brasiliano (n. 1944)
- 1978 - Faith Baldwin, scrittrice statunitense (n. 1893)
- 1978 - Leigh Brackett, scrittrice e sceneggiatrice statunitense (n. 1915)
- 1978 - François Duprat, politico francese (n. 1940)
- 1978 - Willy Falck Hansen, pistard danese (n. 1906)
- 1978 - Harald Pettersen, calciatore norvegese (n. 1911)
- 1978 - Achille Salvucci, vescovo cattolico italiano (n. 1884)
- 1978 - Peggy Wood, attrice e cantante statunitense (n. 1892)
- 1979 - Marjorie Daw, attrice statunitense (n. 1902)
- 1980 - Serge Denis, calciatore francese (n. 1906)
- 1980 - Erich Fromm, psicologo, psicoanalista e filosofo tedesco (n. 1900)
- 1980 - Giulio Giannelli, storico e numismatico italiano (n. 1889)
- 1980 - Ludwig Guttmann, neurologo e dirigente sportivo tedesco (n. 1899)
- 1980 - Tamara de Lempicka, pittrice polacca (n. 1894)
- 1980 - Louise Lovely, attrice australiana (n. 1895)
- 1981 - Luis Gamonal Gago, calciatore e allenatore di calcio spagnolo (n. 1922)
- 1982 - Alfredo Agosta, militare italiano (n. 1933)
- 1982 - Vasilij Ivanovič Čujkov, generale e politico sovietico (n. 1900)
- 1982 - Theo Fitzau, pilota automobilistico tedesco (n. 1923)
- 1982 - George More O'Ferrall, regista, produttore televisivo e produttore cinematografico britannico (n. 1907)
- 1982 - Charles Rampelberg, pistard francese (n. 1909)
- 1982 - Rolf Steffenburg, velista svedese (n. 1886)
- 1983 - Henryk Budziński, canottiere polacco (n. 1904)
- 1983 - Franco Giorgetti, pistard e ciclista su strada italiano (n. 1902)
- 1983 - Umberto II di Savoia, italiano (n. 1904)
- 1984 - Rubye De Remer, ballerina e attrice statunitense (n. 1892)
- 1984 - Paul Francis Webster, paroliere statunitense (n. 1907)
- 1985 - Myrtle Cook, velocista canadese (n. 1902)
- 1986 - Bernard Malamud, scrittore statunitense (n. 1914)
- 1986 - Gian Paolo Meucci, magistrato italiano (n. 1919)
- 1987 - Milorad Arsenijević, calciatore e allenatore di calcio jugoslavo (n. 1906)
- 1987 - Kari Diesen, attrice norvegese (n. 1914)
- 1987 - Gustav Rehn, calciatore norvegese (n. 1914)
- 1988 - Gerald Abraham, musicologo britannico (n. 1904)
- 1988 - Ugo De Mercurio, avvocato e politico italiano (n. 1903)
- 1988 - Karl Maria Demelhuber, generale tedesco (n. 1896)
- 1988 - Joan Field, violinista statunitense (n. 1915)
- 1988 - Anna Miserocchi, attrice e doppiatrice italiana (n. 1925)
- 1989 - Harold Jeffreys, matematico, astronomo e statistico inglese (n. 1891)
- 1989 - Piet Kruiver, calciatore olandese (n. 1938)
- 1990 - Ivano Curti, politico italiano (n. 1906)
- 1990 - Carlo Grillo, scrittore, poeta e matematico italiano (n. 1919)
- 1991 - Aladár Bitskey, nuotatore ungherese (n. 1905)
- 1991 - Vilma Bánky, attrice ungherese (n. 1901)
- 1991 - Rodolfo Debenedetti, ingegnere e imprenditore italiano (n. 1892)
- 1991 - Dezider Kardoš, compositore slovacco (n. 1914)
- 1991 - Silvio Omizzolo, pianista e compositore italiano (n. 1905)
- 1991 - Robert Traver, scrittore statunitense (n. 1903)
- 1992 - Sven Backström, architetto e urbanista svedese (n. 1903)
- 1992 - Jack Kelsey, calciatore gallese (n. 1929)
- 1992 - Mario Landi, regista e attore italiano (n. 1920)
- 1992 - Antonio Molina, attore, danzatore e cantante spagnolo (n. 1928)
- 1993 - Kenneth Boulding, economista, pacifista e poeta inglese (n. 1910)
- 1993 - Nunzio Montanari, pianista e compositore italiano (n. 1915)
- 1993 - Carlos A. Petit, sceneggiatore argentino (n. 1913)
- 1994 - Peter Borgelt, attore tedesco (n. 1927)
- 1996 - Odysseas Elytīs, poeta greco (n. 1911)
- 1996 - Jacquetta Hawkes, archeologa e scrittrice britannica (n. 1910)
- 1996 - Enrique Jordá, direttore d'orchestra spagnolo (n. 1911)
- 1996 - Shin Yung-kyoo, calciatore nordcoreano (n. 1942)
- 1996 - Niní Marshall, comica, attrice e sceneggiatrice argentina (n. 1903)
- 1996 - Balthasar Woll, militare tedesco (n. 1922)
- 1997 - Enrico Auletta, calciatore italiano (n. 1922)
- 1997 - Daniele Badiali, presbitero e missionario italiano (n. 1962)
- 1997 - Jean Fievez, calciatore belga (n. 1910)
- 1997 - Franco Ricci, cantante e attore italiano (n. 1916)
- 1997 - Ilse Schwidetzky, antropologa tedesca (n. 1907)
- 1998 - Salvatore Notarrigo, fisico italiano (n. 1931)
- 1999 - Knut Dahlen, calciatore norvegese (n. 1922)
- 1999 - Enrique Hormazábal, calciatore cileno (n. 1931)
- 1999 - Karl Litschi, ciclista su strada e ciclocrossista svizzero (n. 1912)
- 1999 - Lino Ravecca, sindacalista italiano (n. 1920)
- 1999 - Gerlando Sciascia, mafioso italiano (n. 1934)
- 2000 - Giovanni Tassoni, antropologo italiano (n. 1905)
- 2000 - Francisco Virgos Baello, calciatore spagnolo (n. 1920)

## XXI secolo(140)
- 2001 - Vasilij Ivanovič Abaev, linguista sovietico (n. 1900)
- 2001 - John Phillips, cantautore statunitense (n. 1935)
- 2001 - Antonio Valentini, arcivescovo cattolico italiano (n. 1921)
- 2002 - André Bernanose, fisico, chimico e farmacologo francese (n. 1912)
- 2002 - Don Betourne, cestista e allenatore di pallacanestro statunitense (n. 1915)
- 2002 - Rodolfo Falzoni, ciclista su strada italiano (n. 1925)
- 2002 - Maude Farris-Luse, supercentenaria statunitense (n. 1887)
- 2002 - Denis Forest, attore canadese (n. 1960)
- 2002 - Mario Gariazzo, regista italiano (n. 1930)
- 2002 - R. A. Lafferty, scrittore di fantascienza statunitense (n. 1914)
- 2002 - Johnny Lombardi, editore e imprenditore canadese (n. 1915)
- 2002 - Gösta Winbergh, tenore svedese (n. 1943)
- 2003 - József Balla, lottatore ungherese (n. 1955)
- 2003 - Luigi Carello, calciatore italiano (n. 1928)
- 2003 - Eugene Louis D'Souza, arcivescovo cattolico indiano (n. 1917)
- 2003 - Eugenio Fuselli, architetto e urbanista italiano (n. 1903)
- 2003 - Karl Gorath, infermiere tedesco (n. 1912)
- 2003 - Bruno Bernard Heim, arcivescovo cattolico svizzero (n. 1911)
- 2003 - Karl Kling, pilota automobilistico tedesco (n. 1910)
- 2003 - Viktor Kratasjuk, canoista sovietico (n. 1949)
- 2003 - Karl Schuhmann, filosofo tedesco (n. 1941)
- 2004 - Mario Arcelli, economista, saggista e politico italiano (n. 1935)
- 2004 - Dino Boscarato, imprenditore italiano (n. 1928)
- 2004 - Vytas Brenner, musicista, compositore e chitarrista venezuelano (n. 1946)
- 2004 - Philippe Coumel, medico francese (n. 1935)
- 2006 - Mario Torti, calciatore italiano (n. 1925)
- 2007 - Patrick Laurence Murphy, vescovo cattolico australiano (n. 1920)
- 2007 - Bob Woolmer, crickettista inglese (n. 1948)
- 2008 - Teresa Bandini, violinista italiana (n. 1909)
- 2008 - Anthony Minghella, regista, commediografo e sceneggiatore britannico (n. 1954)
- 2008 - Oreste Rizzini, attore, doppiatore e dialoghista italiano (n. 1940)
- 2008 - Justin Wright, animatore, disegnatore e sceneggiatore statunitense (n. 1981)
- 2009 - Gianni Giansanti, fotografo italiano (n. 1956)
- 2009 - Rita Lejeune, filologa belga (n. 1906)
- 2009 - Natasha Richardson, attrice britannica (n. 1963)
- 2010 - Júlio Correia da Silva, calciatore portoghese (n. 1919)
- 2010 - Konstantin Erëmenko, giocatore di calcio a 5 e calciatore russo (n. 1970)
- 2010 - Nikolaj Ljukšinov, allenatore di calcio e calciatore sovietico (n. 1915)
- 2010 - Roberto Lombardi, giornalista, tennista e dirigente sportivo italiano (n. 1950)
- 2010 - Fess Parker, attore statunitense (n. 1924)
- 2011 - Enzo Cannavale, attore italiano (n. 1928)
- 2011 - Warren Christopher, politico e diplomatico statunitense (n. 1925)
- 2011 - Antonietta Grimaldi, principessa monegasca (n. 1920)
- 2011 - Jet Harris, bassista e chitarrista britannico (n. 1939)
- 2011 - Romolo Ravarini, scacchista e compositore di scacchi italiano (n. 1917)
- 2012 - António Leitão, mezzofondista portoghese (n. 1960)
- 2012 - Rocco Mazzola, pugile italiano (n. 1932)
- 2012 - Ruy Pauletti, educatore e politico brasiliano (n. 1936)
- 2012 - George Tupou V, re tongano (n. 1948)
- 2013 - Emo Bonifazi, politico e partigiano italiano (n. 1925)
- 2013 - Peter Cartwright, attore sudafricano (n. 1935)
- 2013 - Kai Frandsen, calciatore danese (n. 1924)
- 2013 - Sereno Freato, politico italiano (n. 1928)
- 2013 - Elly Niebuhr, fotografa austriaca (n. 1914)
- 2013 - Gino Pisanò, letterato italiano (n. 1947)
- 2013 - Blanca Aurora Rodríguez, cestista messicana
- 2014 - Jorge Arvizu, attore e doppiatore messicano (n. 1932)
- 2014 - Ottavio Garaventa, tenore italiano (n. 1934)
- 2014 - Joe Lala, percussionista, batterista e attore statunitense (n. 1947)
- 2014 - Tivadar Monostori, allenatore di calcio e calciatore ungherese (n. 1936)
- 2014 - Ezio Raimondi, filologo, saggista e critico letterario italiano (n. 1924)
- 2014 - Lucius Shepard, scrittore e autore di fantascienza statunitense (n. 1943)
- 2015 - Harry Heijnen, calciatore olandese (n. 1940)
- 2015 - Ciro Imparato, doppiatore italiano (n. 1962)
- 2015 - Grace Ogot, scrittrice e politica keniota (n. 1930)
- 2015 - Oleg Sakirkin, triplista kazako (n. 1966)
- 2015 - Zhao Dayu, calciatore e allenatore di calcio cinese (n. 1961)
- 2016 - Tony Bärlund, cestista finlandese (n. 1937)
- 2016 - Carlo Di Carlo, regista e critico cinematografico italiano (n. 1938)
- 2016 - Eugenio Pilutti, poeta e scrittore italiano (n. 1948)
- 2016 - Jan Němec, regista e sceneggiatore ceco (n. 1936)
- 2016 - Lothar Späth, politico tedesco (n. 1937)
- 2016 - John Richard Urry, sociologo britannico (n. 1946)
- 2016 - Tray Walker, giocatore di football americano statunitense (n. 1992)
- 2016 - Guido Westerwelle, politico tedesco (n. 1961)
- 2017 - Chuck Berry, cantautore, chitarrista e ballerino statunitense (n. 1926)
- 2017 - Trisha Brown, ballerina e coreografa statunitense (n. 1936)
- 2017 - Ivan Pauletta, politico e scrittore croato (n. 1936)
- 2017 - Lilia Ravazzoli, cestista argentina (n. 1946)
- 2017 - Miloslav Vlk, cardinale e arcivescovo cattolico ceco (n. 1932)
- 2017 - Bernie Wrightson, fumettista statunitense (n. 1948)
- 2018 - Sergio Castellaneta, politico italiano (n. 1932)
- 2018 - Giuliana Fontanelli, soprano italiano (n. 1921)
- 2018 - Barkat Gourad Hamadou, politico gibutiano (n. 1930)
- 2018 - Roger Mindonnet, calciatore francese (n. 1924)
- 2018 - Stefano Pellegrini, calciatore italiano (n. 1953)
- 2018 - Ivor Richard, politico britannico (n. 1932)
- 2018 - James Weatherall, ammiraglio inglese (n. 1936)
- 2019 - John Carl Buechler, effettista, regista cinematografico e attore statunitense (n. 1952)
- 2019 - Jerrie Cobb, aviatrice statunitense (n. 1931)
- 2019 - Gino Falleri, giornalista e scrittore italiano (n. 1926)
- 2019 - Giuseppe Malavasi, calciatore italiano (n. 1938)
- 2019 - Renato Montalbano, attore italiano (n. 1931)
- 2019 - Lorenzo Orsetti, anarchico e antifascista italiano (n. 1986)
- 2019 - Giovanni Sgrò, politico australiano (n. 1931)
- 2020 - Luciano Federici, calciatore italiano (n. 1938)
- 2020 - Joaquín Peiró, calciatore e allenatore di calcio spagnolo (n. 1936)
- 2020 - Sérgio Trindade, ingegnere brasiliano (n. 1940)
- 2020 - Alfred Worden, astronauta statunitense (n. 1932)
- 2021 - Luis Bedoya, politico peruviano (n. 1919)
- 2021 - Richard Gilliland, attore statunitense (n. 1950)
- 2021 - Raymonde Guyot, montatrice francese (n. 1935)
- 2021 - Alfredo Margreth, medico e biochimico italiano (n. 1933)
- 2021 - Elsa Peretti, designer e filantropa italiana (n. 1940)
- 2021 - Jerzy Prokopiuk, filosofo, saggista e traduttore polacco (n. 1931)
- 2021 - Sergio Quirino Valente, velista e avvocato italiano (n. 1954)
- 2022 - Aleksej Bacharev, calciatore russo (n. 1976)
- 2022 - Tom Barrise, allenatore di pallacanestro statunitense (n. 1954)
- 2022 - Alberto Bazzarini, calciatore e allenatore di calcio italiano (n. 1940)
- 2022 - Kelly Cherry, scrittrice, poetessa e saggista statunitense (n. 1940)
- 2022 - Ezio Damolin, combinatista nordico e saltatore con gli sci italiano (n. 1944)
- 2022 - Manouchehr Hezarkhani, politico, scrittore e attivista iraniano (n. 1934)
- 2022 - Anders Hermodsson, giocatore di football americano e allenatore di football americano svedese (n. 1989)
- 2022 - Michel Holley, architetto francese (n. 1924)
- 2022 - Chaim Kanievsky, rabbino, teologo e educatore israeliano (n. 1928)
- 2022 - Andy Lochhead, calciatore scozzese (n. 1941)
- 2022 - Bernabé Martí, tenore spagnolo (n. 1928)
- 2022 - Åge Sørensen, calciatore norvegese (n. 1937)
- 2022 - Don Young, politico statunitense (n. 1933)
- 2023 - Micheline Lannoy, pattinatrice artistica su ghiaccio belga (n. 1925)
- 2023 - Robert Lindsay, XXIX conte di Crawford, nobile e politico scozzese (n. 1927)
- 2023 - Elio Lodolini, archivista, storico e paleografo italiano (n. 1922)
- 2023 - Joseph Powathil, arcivescovo indiano (n. 1930)
- 2023 - Pedro Solbes, politico spagnolo (n. 1942)
- 2023 - Heinz Steinmann, calciatore tedesco (n. 1938)
- 2023 - Pōhiva Tu‘i‘onetoa, politico tongano (n. 1961)
- 2023 - Valerio Vatteroni, cestista italiano (n. 1942)
- 2024 - Paola Bacci, attrice italiana (n. 1939)
- 2024 - Hugo Fernández, cestista cileno (n. 1930)
- 2024 - Jimmy Hastings, flautista, sassofonista e clarinettista britannico (n. 1938)
- 2024 - Kanstancin Kal'coŭ, hockeista su ghiaccio e allenatore di hockey su ghiaccio bielorusso (n. 1981)
- 2024 - Peter Kunter, calciatore tedesco (n. 1941)
- 2024 - Angel Marin, militare e politico bulgaro (n. 1942)
- 2024 - Kenjirō Shinozuka, pilota di rally giapponese (n. 1948)
- 2024 - Thomas Stafford, astronauta statunitense (n. 1930)
- 2025 - Nadia Cassini, attrice, showgirl e cantante statunitense (n. 1949)
- 2025 - Licinio Contu, medico e genetista italiano (n. 1929)
- 2025 - Paul Cremona, arcivescovo cattolico maltese (n. 1946)
- 2025 - Bob Harvey, contrabbassista statunitense (n. 1934)
- 2025 - Wlamir Marques, cestista e allenatore di pallacanestro brasiliano (n. 1937)

## Senza anno specificato(1)
- Richard de Beauchamp, I conte di Worcester, nobile inglese (n. 1394)